# Adolf von Harnier
Adolf Freiherr von Harnier (14 abril 1903 - 12 de maig de 1945) fou un advocat bavarès membre de la resistència anti-nazi. Nascut a Bavaria, fill d'un baró terratinent, es va doctorar en dret el 1934 i s'instal·la a Múnic com a advocat. Va refusar el nazisme i es va convertir al catolicisme. Com a jurista alemany va defensar clergues i jueus durant el règim nacional-socialista. Fou dirigent d'un grup que donava suport a la restauració de la monarquia de Baviera.
Denunciat per un informador de la Gestapo, va ser arrestat el 1939. Acusat de traïció, va ser sentenciat a deu anys de presó. Va morir de febre tifoide el 12 de maig de 1945, un dia després que la seva presó a Strabling fos alliberada per tropes dels Estats-Units d'Amèrica.